# Acronicta vancouverensis
Acronicta vancouverensis är en fjärilsart som beskrevs av Embrik Strand 1915. Acronicta vancouverensis ingår i släktet Acronicta och familjen nattflyn. Inga underarter finns listade i Catalogue of Life.